# Ed Jovanovski
Edward Jovanovski (* 26. červen 1976, Windsor, Ontario) je kanadský bývalý profesionální hokejista makedonského původu hrající v zámořské NHL.

## Kariéra
Ed Jovanovski se stal v roce 1994 jedničkou draftu, vybral si ho klub Florida Panthers. Za skvělé výkony v dresu Panthers dostal Calder Memorial Trophy pro nejlepšího nováčka ligy. Ve své první sezoně byl i členem All Star Rookie Teamu (All Star tým nováčků). Během kariéry se následně zúčastnil 5krát All Star Game. V první sezóně v NHL nasbíral v 70 zápasech 21 kanadských bodů a připsal si 137 trestných minut. Pozici lídra zastával na Floridě celkem 4 roky. Panthers dokázal pomoci v sezóně 1995/1996 až do finále Stanley Cupu, ve kterém podlehli Coloradu. Poslední sezóna v dresu Floridy mu však příliš nevyšla, získal jen 16 bodů. Následně se na 6 let upsal Vancouveru Cannuks, ve kterém oblékal dres s číslem 55. V sezónách 2000/2001, 2001/2002 a 2002/2003 nasbíral vždy více než 45 bodů. Po vypršení smlouvy se dohodl na smlouvě s Phoenixem. V Phoenixu odehrál zejména vynikající sezonu 2007/2008, během níž si do statistik připsal 12 gólů a 39 asistencí. Dohromady 51 bodů je jeho kariérním maximem. V létě 2011 se stal neomezeným volným hráčem a vrátil se do Floridy. Za Floridu odehrál v sezóně 2011/2012 66 zápasů s bilancí 13 bodů. V NHL nastoupil dosud na 1085 zápasů s bilancí 494 kanadských bodů.

## Klubové statistiky
| Sezona      | Klub              | Soutěž      | Základní část | Základní část | Základní část | Základní část | Základní část | Play off | Play off | Play off | Play off | Play off |
| Sezona      | Klub              | Soutěž      | Z             | G             | A             | B             | TM            | Z        | G        | A        | B        | TM       |
| ----------- | ----------------- | ----------- | ------------- | ------------- | ------------- | ------------- | ------------- | -------- | -------- | -------- | -------- | -------- |
| 1993-94     | Windsor Spitfires | OHL         | 62            | 15            | 35            | 50            | 221           | 4        | 0        | 0        | 0        | 15       |
| 1994-95     | Windsor Spitfires | OHL         | 50            | 23            | 42            | 65            | 198           | 9        | 2        | 7        | 9        | 39       |
| 1995-96     | Florida Panthers  | NHL         | 70            | 10            | 11            | 21            | 137           | 22       | 1        | 8        | 9        | 52       |
| 1996-97     | Florida Panthers  | NHL         | 61            | 7             | 16            | 23            | 172           | 5        | 0        | 0        | 0        | 4        |
| 1997-98     | Florida Panthers  | NHL         | 81            | 9             | 14            | 23            | 158           | -        | -        | -        | -        | -        |
| 1998-99     | Florida Panthers  | NHL         | 41            | 3             | 13            | 16            | 82            | -        | -        | -        | -        | -        |
| 1998-99     | Vancouver Canucks | NHL         | 31            | 2             | 9             | 11            | 44            | -        | -        | -        | -        | -        |
| 1999-00     | Vancouver Canucks | NHL         | 75            | 5             | 21            | 26            | 54            | -        | -        | -        | -        | -        |
| 2000-01     | Vancouver Canucks | NHL         | 79            | 12            | 35            | 47            | 102           | 4        | 1        | 1        | 2        | 0        |
| 2001-02     | Vancouver Canucks | NHL         | 82            | 17            | 31            | 48            | 101           | 6        | 1        | 4        | 5        | 8        |
| 2002-03     | Vancouver Canucks | NHL         | 67            | 6             | 40            | 46            | 13            | 14       | 7        | 1        | 8        | 22       |
| 2003-04     | Vancouver Canucks | NHL         | 56            | 7             | 16            | 23            | 64            | 7        | 0        | 4        | 4        | 6        |
| 2005-06     | Vancouver Canucks | NHL         | 44            | 8             | 25            | 33            | 58            | -        | -        | -        | -        | -        |
| 2006-07     | Phoenix Coyotes   | NHL         | 54            | 11            | 18            | 29            | 63            | -        | -        | -        | -        | -        |
| 2007-08     | Phoenix Coyotes   | NHL         | 80            | 12            | 39            | 51            | 73            | -        | -        | -        | -        | -        |
| 2008-09     | Phoenix Coyotes   | NHL         | 82            | 9             | 27            | 36            | 106           | -        | -        | -        | -        | -        |
| 2009-10     | Phoenix Coyotes   | NHL         | 66            | 10            | 24            | 34            | 55            | 7        | 1        | 0        | 1        | 4        |
| 2010-11     | Phoenix Coyotes   | NHL         | 50            | 5             | 9             | 14            | 39            | 4        | 0        | 1        | 1        | 2        |
| 2011-12     | Florida Panthers  | NHL         | 66            | 3             | 10            | 13            | 31            | 7        | 0        | 0        | 0        | 4        |
| NHL celkově | NHL celkově       | NHL celkově | 1085          | 136           | 358           | 494           | 1452          | 76       | 11       | 19       | 30       | 102      |

## Reprezentace
Je držitelem dvou stříbrných medailí z Mistrovství světa a zejména zlata ze ZOH v Salt lake City z roku 2002.